# Майснер (Гессен)
Майснер (нім. Meißner) — сільська громада в Німеччині, знаходиться в землі Гессен. Підпорядковується адміністративному округу Кассель. Входить до складу району Верра-Майснер.
Площа — 44,81 км2. Населення становить 2913 ос. (станом на 31 грудня 2020).